# Karlheinz Böhm
Karlheinz Böhm (Darmstadt, 16 de marzo de 1928-Grödig, 29 de marzo de 2014) fue un actor austriaco.

## Biografía
Hijo del director de orquesta Karl Böhm y de la cantante de ópera alemana Thea Linhard, nació en Darmstadt (Alemania) en 1928. Böhm pasó la mayor parte de su infancia en Alemania y se trasladó tras la Segunda Guerra Mundial a Graz, al sur de Austria, donde terminó su bachillerato. Primero quería ser pianista, pero al ver que su talento no le iba a alcanzar el de su padre, decide estudiar actuación. 

## Carrera como actor

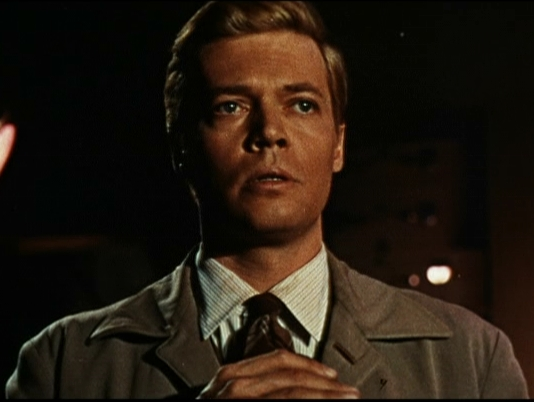
Karlheinz Böhm protagonizó la película Peeping Tom (1960).

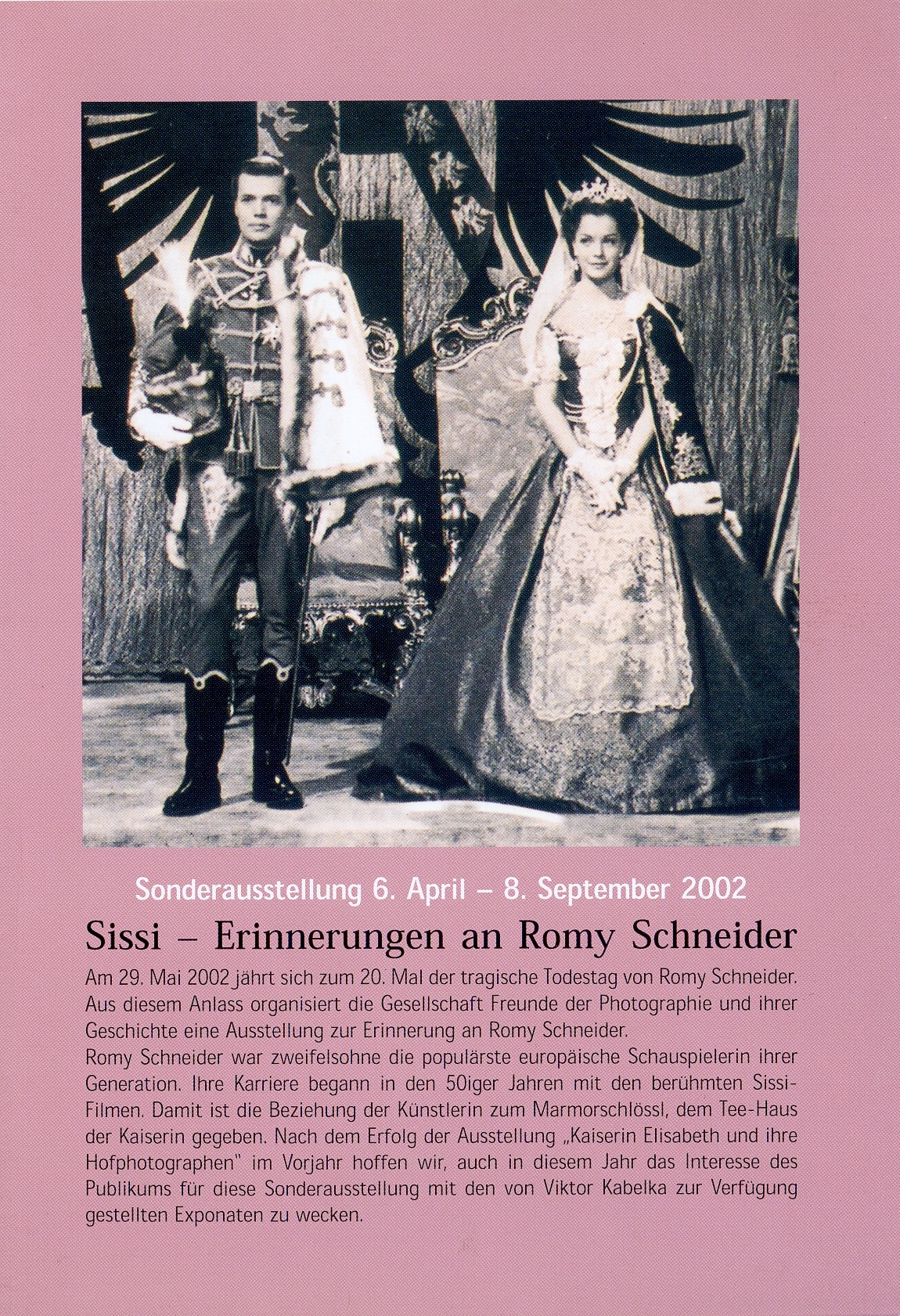
Karlheinz Böhm como el emperador Francisco Jose I de Austria junto a Sissi (Romy Schneider)

Estudia finalmente actuación y tuvo entre 1948 y 1976 una exitosa carrera que lo llevó a aparecer en 45 películas y en numerosos escenarios de teatro. 
Se hizo conocido sobre todo por su papel de Mark, el protagonista psicopáta de la película Peeping Tom, dirigida por Michael Powell, pero por su interpretación del joven emperador Francisco José I de Austria en la trilogía Sissi, Sissi Emperatriz y El destino de Sissi, la cual le dio fama mundial caracterizando soberbiamente al joven emperador austríaco al lado de la actriz Rommy Schneider, papel que lo encasilló y del que nunca logró deshacerse como actor. 
Su carrera como actor finalizó a comienzos de los años 80 cuando decidió dedicarse de pleno a la ayuda humanitaria a partir de 1981, cuando fundó Menschen für Menschen ('Humanos por Humanos'), Böhm estuvo activamente implicado en trabajos caritativos en Etiopía, donde pasó largas temporadas en ese país, donde además formó una nueva familia con Almaz Böhm.

## Vida personal
Karlheinz Böhm estuvo casado en cuatro ocasiones, con  Elisabeth Zonewa (1954-1957); Gundula Blau (1958-1962); Barbara Kwiatkowska-Lass (1963-1980).
Tuvo tres hijos de estos matrimonios entre los que se encuentra la actriz Katharina Böhm (nacida en 1964).
Su último matrimonio fue desde 1991 con la etíope Almaz Böhm, con quien tuvo dos hijos: Nicolás (nacido en 1990) y Aida (nacida en 1993).

## Fallecimiento
Fuentes de la Organización Humanitaria Menschen für Menschen (Humanos para la Humanidad), fundada por Böhm en 1981, confirmaron que el actor murió el 29 de mayo de 2014, tras una lucha con la enfermedad de alzhéimer en su casa de Salzburgo.